# Phascolarctos stirtoni
Phascolarctos stirtoni (лат.) — вид вымерших древесных сумчатых из семейства коаловых (Phascolarctidae), обитавших во время плиоцена и плейстоцена (5,333—0,0117 млн лет назад) в Австралии. Видовое название дано в честь палеонтолога Р. А. Стиртона (1901—1966), работавшего в Австралии.

## Описание
Вид Phascolarctos stirtoni был на одну треть крупнее современного коалы и весил около 13 кг. Как и современный коала, он питался листьями эвкалипта. Два вида коал сосуществовали в эпоху плейстоцена, занимая одну и ту же экологическую нишу. Врагов у него не было. Вымер он около 45 тысяч лет тому назад. Достоверно неизвестно, какова была причина вымирания этого вида. Одни ученые связывают его исчезновение с изменением климата, а другие склоняются к массовому истреблению, которое предпринял человек, когда впервые ступил на материк и начал постепенно осваивать новые земли.

## Распространение
Вид был частью мегафауны Австралии. Его останки были обнаружены в 1920-х годах в штате Квинсленд, а затем в штате Виктория. О распространении этого животного не известно. Имеются сведения о его обитании в восточной части Австралии.